# Loch Leven (Highland)
Loch Leven (Schots-Gaelisch: Loch Lìobhann) is een inham aan de westkust van Schotland in het verlengde van de vallei Glen Coe. De rivier Coe stroomt in Loch Leven nadat hij Loch Achtriochtan heeft verlaten.
Loch Leven is ongeveer 14 kilometer lang en varieert van breedte tussen 200 meter en 1,8 kilometer. In het westelijke uiteinde van de inham gaat Loch Leven over in Loch Linnhe, een andere inham.
Op de zuidelijke oever ligt het dorp Glencoe en op de oostelijke oever ligt het dorp Kinlochleven.